# 1. Division 1975-1976
L'edizione 1975-76 della Bundesliga vide la vittoria finale dell'Austria Vienna.
Capocannoniere del torneo fu Hans Pirkner dell'Austria Vienna con 21 reti.

## Classifica finale
|    | Classifica            | G  | V  | N  | P  | GF | GS | Pt |
| -- | --------------------- | -- | -- | -- | -- | -- | -- | -- |
| 1  | Austria Vienna        | 36 | 21 | 10 | 5  | 77 | 29 | 52 |
| 2  | FC Wacker Innsbruck   | 36 | 18 | 9  | 9  | 68 | 38 | 45 |
| 3  | Rapid Vienna          | 36 | 17 | 6  | 13 | 55 | 50 | 40 |
| 4  | SV Austria Salisburgo | 36 | 14 | 11 | 11 | 47 | 48 | 39 |
| 5  | Admira Wacker         | 36 | 13 | 10 | 13 | 51 | 54 | 36 |
| 6  | VOEST Linz            | 36 | 13 | 9  | 14 | 44 | 44 | 35 |
| 7  | Linzer ASK            | 36 | 10 | 11 | 15 | 46 | 55 | 31 |
| 8  | Sturm Graz            | 36 | 11 | 8  | 17 | 38 | 51 | 30 |
| 9  | Grazer AK             | 36 | 9  | 11 | 16 | 39 | 60 | 29 |
| 10 | Austria Klagenfurt    | 36 | 6  | 11 | 19 | 30 | 66 | 23 |

## Verdetti
- Austria Vienna Campione d'Austria 1975-76.
- FC Wacker Innsbruck e Austria Salisburgo ammesse alla Coppa UEFA 1976-1977.
- Austria Klagenfurt retrocesso in Erste Liga.